# 康斯坦丁·施密德

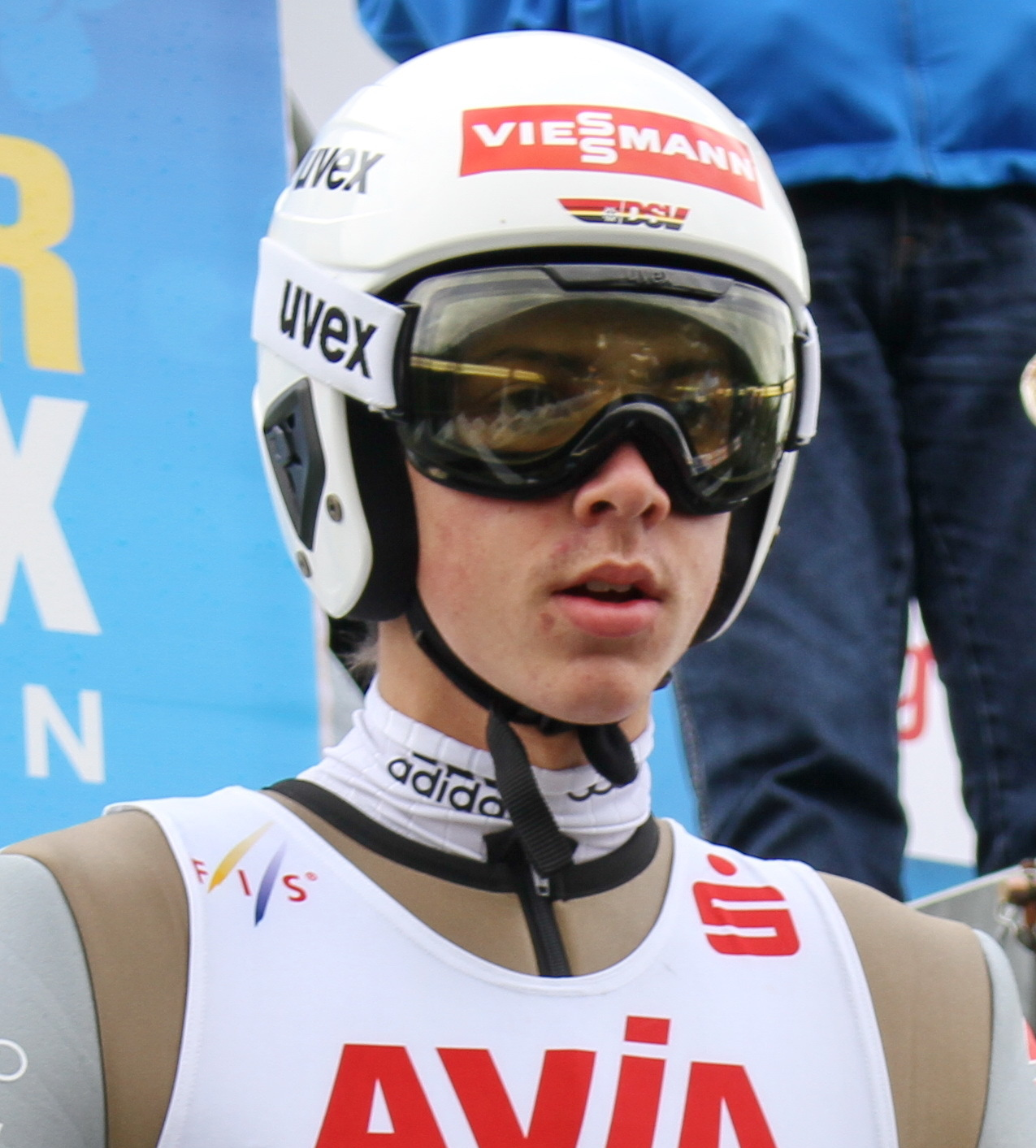
康斯坦丁·施密德

康斯坦丁·施密德（德語：Constantin Schmid，1999年11月27日—），德国男子跳台滑雪运动员。他曾代表德国参加2022年冬季奥林匹克运动会跳台滑雪比赛，获得男子团体高跳台铜牌。